# Willesden Green (stanice metra v Londýně)
Willesden Green je stanice metra v Londýně, otevřená 24. listopadu 1879. V minulosti se stanice nacházela na Bakerloo Line a Metropolitan Line. Dnes stanice leží na lince:
- Jubilee Line (mezi stanicemi Dollis Hill a Kilburn)

| Rok  | Počet cestujících |
| ---- | ----------------- |
| 2011 | 7,81 mil          |
| 2012 | 8,23 mil          |
| 2013 | 8,56 mil          |
| 2014 | 8,82 mil          |